# Sven Johansson
Sven Johansson (n. 1 ianuarie 1945, Värnamo, Comitatul Jönköping, Suedia) este un trăgător de tir ce a reprezentat Suedia, medaliat olimpic. A participat la 4 ediții ale Jocurilor Olimpice (1968, 1972, 1976, 1980) în care a câștigat o medalie de bronz.